# Mafalda Marujo
Mafalda Marujo, conosciuta semplicemente come Mafalda (Lisbona, 24 agosto 1991), è una calciatrice portoghese, attaccante dell'Amora.
È stata scelta nel 2014 come miglior calciatrice della nazionale del suo paese dal sindacato dei giocatori.

## Carriera

### Club
Mafalda Marujo si appassiona al calcio fin da piccola ma inizia a giocare solo nel 2010 con il Ponte Frielas, società che milita nel Campeonato de Promoção, il secondo livello del campionato portoghese femminile di calcio. Con il Ponte Frielas rimane una sola stagione per accasarsi all'Associação Escola Futebol Feminino de Setúbal (EFFS) che le dà l'opportunità di giocare nel Campeonato Nacional (primo livello). Con quest'ultima gioca per due stagioni per poi passare al CF Benfica, dove al termine della stagione si congeda con 30 reti segnate.
Durante l'estate 2014 trova un accordo con la Torres per affrontare il suo primo campionato estero ma non riesce ad essere inserita in rosa che a stagione 2014-2015 inoltrata, facendo il suo esordio internazionale in un torneo per club, nel doppio incontro con il 1. FFC Francoforte negli ottavi di finale dell'edizione 2014-2015 della UEFA Women's Champions League.
Con la non inscrizione della società sassarese alla stagione 2015-2016, tutte le calciatrici della Torres vengono svincolate e Mafalda decide di tornare in Portogallo indossando nuovamente la maglia del Benfica.

### Nazionale
Marujo viene selezionata per indossare la maglia della nazionale portoghese, con la quale debutta il 26 ottobre 2013 all'Estadio Dr. J. V. Carvalho di Maia, nella partita persa per 7-0 contro la nazionale olandese valida per le qualificazioni al Campionato mondiale di Canada 2015.

## Palmarès

### Club
- Campionato portoghese: 1

CF Benfica: 2015-2016
- Coppa del Portogallo femminile: 1

CF Benfica: 2015-2016